# Baga (volk)

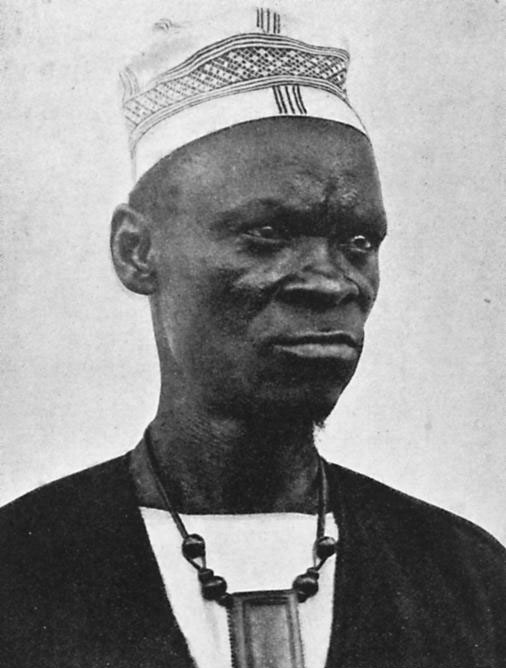
Baga stamhoofd Koba (1914)

De Baga is een Afrikaans volk dat leeft aan de kust van Guinée.
De Baga laten zich onderverdelen in vijf groepen waar de Landuma met 50% van de bevolking de grootste van is. Naast de verschillende Baga-talen spreken de meeste Baga ook de regionale Mandetaal Susu. Twee Bagagroepen (Sobané en Kaloum) spreken nog slechts Susu. De naam Baga is een verbastering van de frase bae raka, "volk van de kust." Volgens de overlevering werden de Baga door vijandige volken van de binnenlanden naar de kuststreken verdreven.

## Maskers
De Baga gebruikten tot de jaren 50 van de twintigste eeuw maskers bij begrafenissen, huwelijken en tijdens de oogstperiode. Zeer bekend is het D'mba of Nimba-masker, een ritueel schoudermasker, dat wel 60 kilo kan wegen. Dit masker symboliseert alles wat goed en mooi is, en is een symbool voor vruchtbaarheid. De oren hebben vaak de vorm van een U op zijn kant. Onder de kop hebben de maskers twee borsten. De drager van het masker kan tussen deze borsten doorkijken. Naast deze schoudermaskers gebruikten de Baga ook gezichtsmaskers en hoofdtooien, deze laatste in de vorm van een slang.

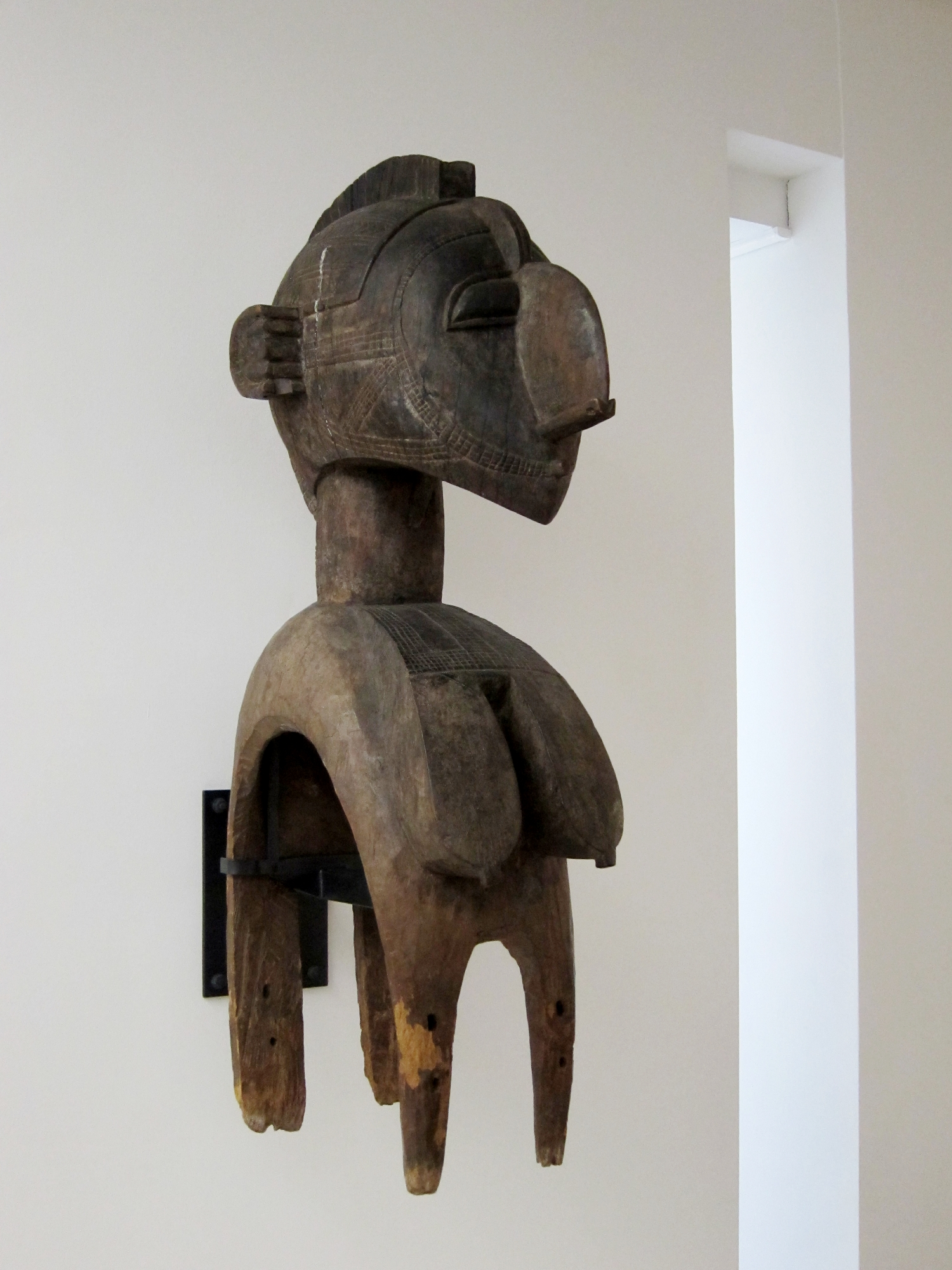
Nimba-schoudermasker
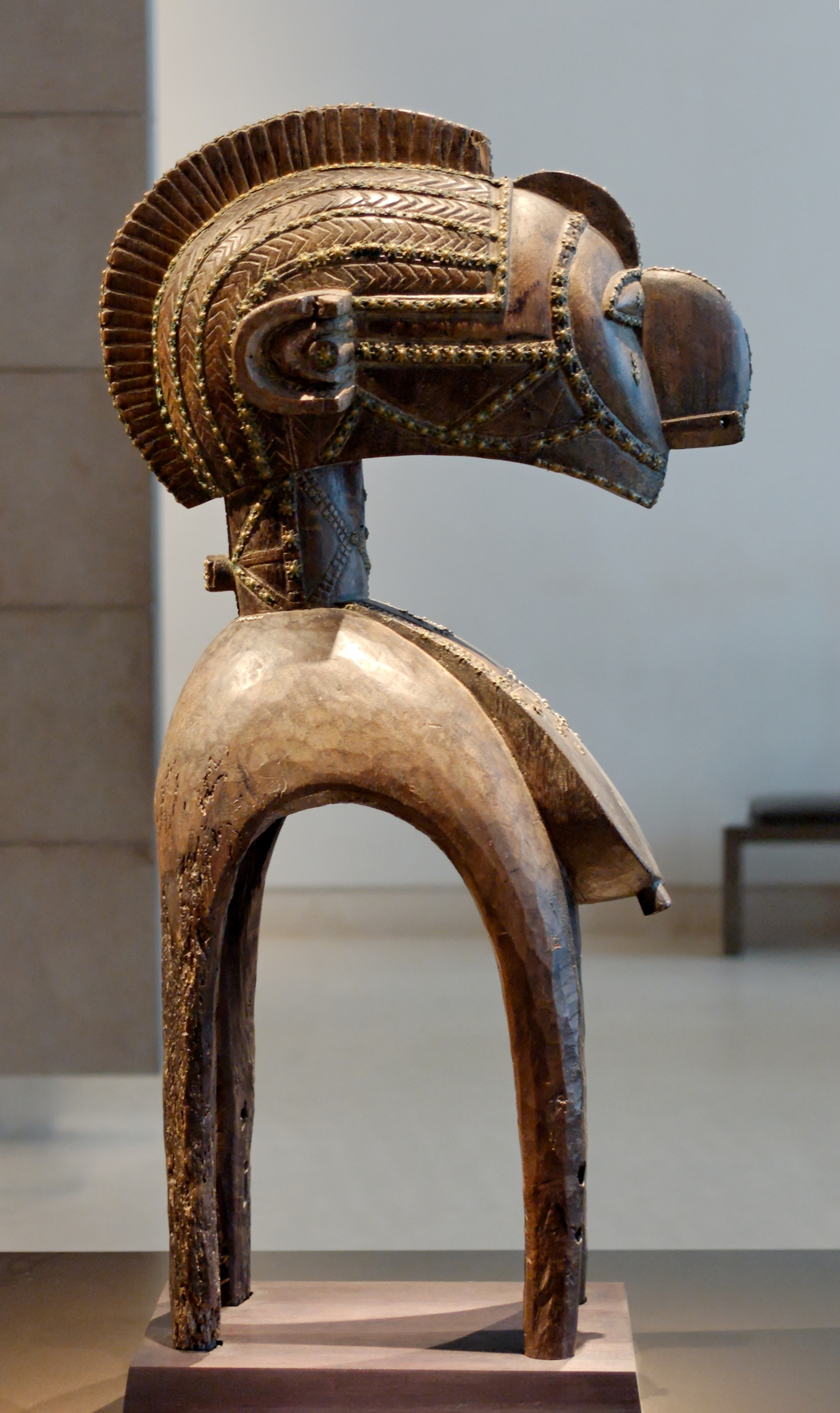
Nimba-schoudermasker (Louvre)
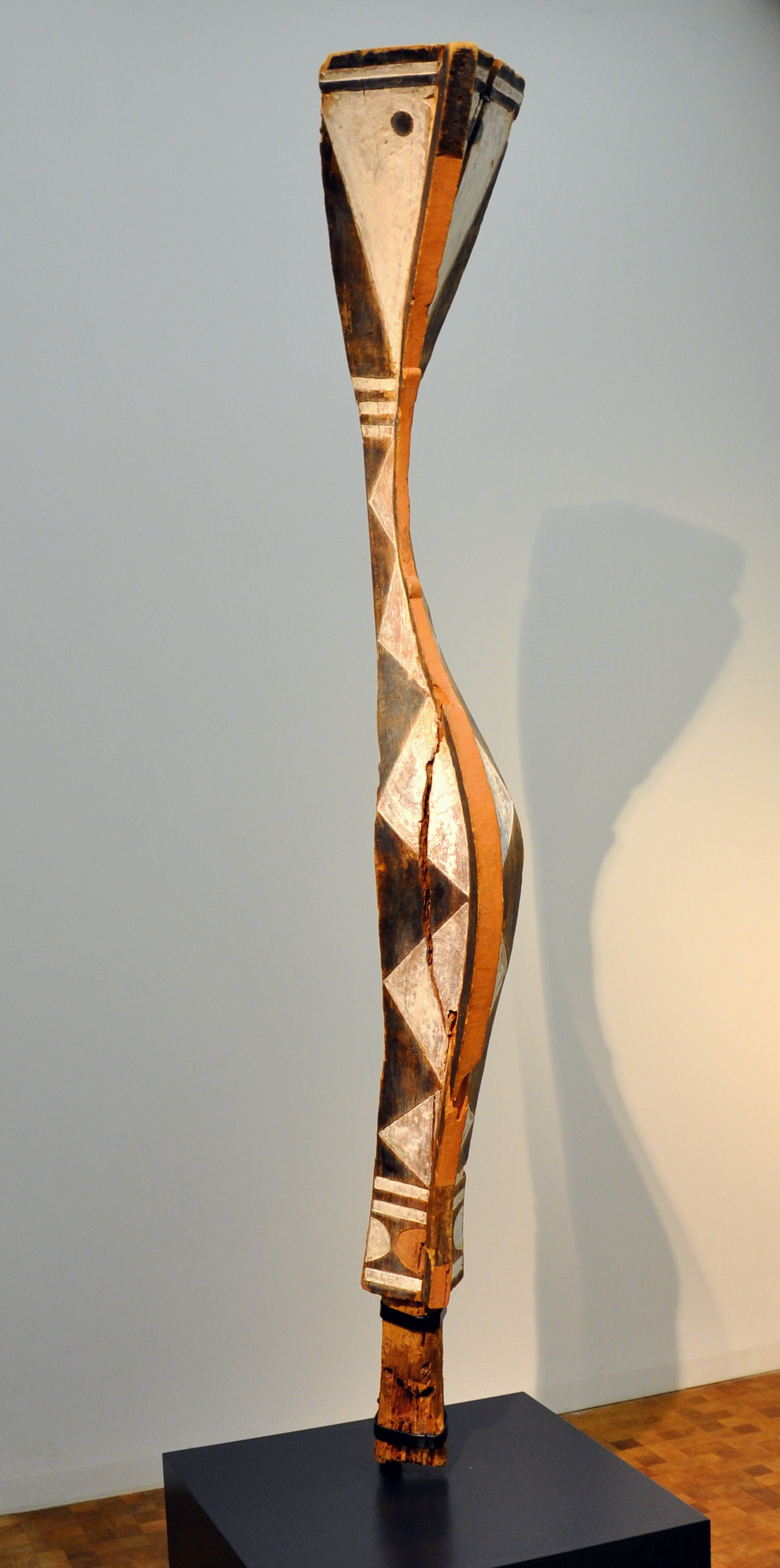
Een slangenhoofdtooi, mogelijk van de Baga